# Казанский физико-технический институт имени Е. К. Завойского
Учреждение Российской академии наук Казанский физико-технический институт им. Е. К. Завойского Казанского научного центра РАН (Казанский физико-технический институт, КФТИ КазНЦ РАН) был образован в августе 1945 года в Казани. Один из научных центров в области магнитной радиоспектроскопии.
В 1984 году институту присвоено имя Е. К. Завойского, открывшего в 1944 году явление электронного парамагнитного резонанса.

## Структура института
В состав института входит 15 лабораторий:
- Лаборатория спиновой физики и спиновой химии (Отдел химической физики)
- Лаборатория быстропротекающих молекулярных процессов (Отдел химической физики)
- Лаборатория квантовой динамики и информатики (Отдел химической физики)
- Лаборатория физики и химии поверхности (Отдел химической физики)
- Лаборатория радиационной физики (Отдел радиационных воздействий на материалы)
- Лаборатория интенсивных радиационных воздействий (Отдел радиационных воздействий на материалы)
- Лаборатория радиационной химии и радиобиологии (Отдел радиационных воздействий на материалы)
- Лаборатория магнитоакустики
- Лаборатория радиоспектроскопии диэлектриков
- Лаборатория молекулярной радиоспектроскопии
- Лаборатория физики перспективных материалов
- Лаборатория нелинейной оптики
- Лаборатория методов медицинской физики (Отдел медицинской физики)
- Лаборатория биофизики (Отдел медицинской физики)
- Лаборатория моделирования физико-механических процессов и систем

## Научные достижения
- Открытие явления электронного парамагнитного резонанса (ЭПР) в свободных радикалах (Б. М. Козырев, С. Г. Салихов, 1947 г.).
- Обнаружение проявления сверхтонкого взаимодействия в спектрах ЭПР (С. А. Альтшулер, Б. М. Козырев, С. Г. Салихов, 1948 г.).
- Определение спина ядра изотопа 57Fe (Б. М. Козырев, Н. С. Гарифьянов, М. М. Зарипов, 1959 г.)
- Теоретическое предсказание эффекта светового (фотонного) эха (У. Х. Копвиллем, В. Р. Нагибаров, 1962 г.).
- Открытие явления электроакустического эха в пьезоэлектрических кристаллах (А. Р. Кессель, И. А. Сафин, 1970 г.).
- Первое наблюдение электронного спинового резонанса в сверхпроводниках и спинового эха на электронах проводимости (Э. Г. Харахашьян и сотр., 1972 г.).
- Открытие явления импульсной рекристаллизации разупорядоченных полупроводников (лазерный отжиг) (И. Б. Хайбуллин и сотр., 1974 г.)

## Известные сотрудники

### Директора
- Чеботарёв, Николай Григорьевич (1945—1946) — член-корреспондент АН СССР
- Муштари, Хамид Музафарович (1946—1972)
- Зарипов, Максут Мухаметзянович (1972—1988)
- Салихов, Кев Минуллинович (c 1988 г.) — академик РАН

### Члены РАН
- Хайбуллин, Ильдус Бариевич — член-корреспондент РАН

## Международная премия имени Завойского
В 1991 году учреждена Международная премия имени Е. К. Завойского за научные достижения в области магнитного резонанса.
Лауреаты:
| Год  | Имя Страна                             | Формулировка |
| ---- | -------------------------------------- | --- |
| 1991 | Уильям Б. Мимс (William B. Mims) · США | За вклад в создание электронной спин-эхо спектроскопии и её применений в физике, химии и биологии. |
| 1992 | Бребис Блини · Великобритания          | За вклад в теорию и практику электронного парамагнитного резонанса переходных ионов в кристаллах. |
| 1993 | Артур Швайгер · Швейцария              | За вклад в развитие импульсного электронного парамагнитного резонанса. |
| 1994 | Джеймс Р. Норрис · США                 | За вклад в определение молекулярной структуры парамагнитных частиц в реакционных центрах фотосинтеза. |
| 1994 | Яков С. Лебедев · Россия               | За вклад в развитие новых методов ЭПР и их применений в химии. |
| 1994 | Клаус Мебиус · Германия                | За вклад в развитие новых методов ЭПР и их применений в химии. |
| 1995 | Джеймс С. Хайд · США                   | За вклад в создание приборов и методологии электронного парамагнитного резонанса. |
| 1996 | Джордж Фейер · США                     | За вклад в развитие магнитного резонанса в физике твёрдого тела и в исследование фотосинтеза. |
| 1997 | Камиль Валиев · Россия                 | За вклад в развитие теории спиновой релаксации. |
| 1998 | Джек Х. Фрид · США                     | За вклад в изучение молекулярного движения в жидкостях методом многочастотного ЭПР. |
| 1999 | Джоан ван дер Ваальс · Нидерланды      | За вклад в ЭПР исследования фотовозбуждённых триплетных молекул. |
| 2000 | Харден М. МакКоннелл · США             | За вклад в понимание соотношения между сверхтонкими расщеплениями и электронной структурой радикалов и развитие им метода спиновых меток для биофизических исследований.                                           |
| 2000 | Фирма Брукер Аналитик ГмбХ · Германия  | За выдающиеся достижения в разработке многочастотных спектрометров электронного парамагнитного резонанса, ведущих к новым приложениям электронного парамагнитного резонанса в физике, химии и биологии.            |
| 2001 | Кис А. МакЛохлан · Великобритания      | За вклад в развитие электронного парамагнитного резонанса, в частности за вклад в идентификацию короткоживущих радикалов после их образования в лазерной вспышке.                                                  |
| 2002 | Вольфганг Любитц · Германия            | За выдающийся вклад в развитие многочастотной ЭПР спектроскопии фотосинтеза бактерий и растений. |
| 2003 | Уэйн Л.Хаббел · США                    | За развитие и применение метода адресных спиновых меток. |
| 2004 | Кев М. Салихов · Россия                | За выдающийся вклад в развитие теории ЭПР и её применения для решения проблем химии и биохимии. |
| 2004 | Дитмар Штелик · Германия               | За выдающийся вклад в развитие теории ЭПР и её применения для решения проблем химии и биохимии. |
| 2005 | Харольд М. Шварц · США                 | За вклад в развитие in vivo ЭПР спиновых ловушек и ЭПР оксиметрии для клинических приложений. |
| 2006 | Ян Шмидт · Нидерланды                  | За вклад в развитие методов высокополевого и высокочастотного электронного парамагнитного резонанса и двойного электронно-ядерного резонанса в приложениях к исследованию полупроводниковых наноматериалов         |
| 2007 | Брайан Марк Хоффман · США              | За вклад в развитие электронного парамагнитного резонанса и, в частности, за фундаментальные исследования металло-энзимов, их каталитических промежуточных соединений и переноса электронов между протеинами.      |
| 2008 | Михаэль Меринг · Германия              | За вклад в развитие методов импульсного двойного электронно-ядерного резонанса и концепции квантовых вычислений на электронных и ядерных спинах.                                                                   |
| 2009 | Даниэла Гольдфарб · Израиль            | За вклад в методологию импульсного высокополевого двойного электронно-ядерного резонанса и его приложения к изучению металлопротеинов и цеолитов.                                                                  |
| 2010 | Ханс Вольфганг Шписс · Германия        | За вклад в методологию импульсного магнитного резонанса для выявления структуры, порядка и динамики супрамолекулярных систем.                                                                                      |
| 2011 | Сэйго Ямаути · Япония                  | За вклад в исследования электронной структуры возбуждённых состояний органических и металло-органических комплексов методами многочастотной время-разрешённой спектроскопии электронного парамагнитного резонанса. |
| 2012 | Ричард В. Фессенден · США              | За фундаментальные исследования свободных радикалов, образующихся в жидкостях при радиационном воздействии, с помощью методов ЭПР спектроскопии.                                                                   |
| 2013 | Юрий Цветков · Россия                  | За выдающийся вклад в развитие электронного парамагнитного резонанса и, в частности, за его вклад в применение импульсных методов ЭПР для исследования структуры неупорядоченных систем.                           |
| 2014 | Томас Приснер · Германия               | За выдающийся вклад в развитие современных методов высокочастотного и многочастотных методов электронного парамагнитного резонанса.                                                                                |
| 2014 | Гуннар Ешке · Швейцария                | За выдающийся вклад в развитие современных методов высокочастотного и многочастотных методов электронного парамагнитного резонанса.                                                                                |
| 2015 | Вадим А. Ацаркин · Россия              | За выдающийся вклад в развитие спиновой термодинамики и изучение явления динамической ядерной поляризации. |
| 2015 | Данте Гаттески · Италия                | За выдающийся вклад в понимание природы мономолекулярных магнитов. |